# .nz
‎.nz‏ دامنه اینترنتی اختصاص داده شده به کشور نیوزیلند است.